# 石浦王
石浦王（いしうらおう、生没年不詳）は、奈良時代の皇族。中務卿・三原王の子。官位は従五位下・越中守。

## 経歴
延暦3年（784年）兄弟の小倉王とともに無位から従五位下に直叙され、翌延暦4年（785年）主馬頭に任ぜられる。延暦6年（787年）少納言を経て、延暦10年（791年）越中守として地方官に転じた。

## 官歴
『続日本紀』による。
- 延暦3年（784年）正月7日：従五位下（直叙）
- 延暦4年（785年）7月29日：主馬頭
- 延暦6年（787年）2月8日：少納言
- 延暦10年（791年）6月5日：越中守

## 系譜
- 父：三原王[1]
- 母：不詳
- 生母不詳の子女
  - 長男：清原友上[2]
  - 次男：清原長谷[1]（774-834）